# Jakob Schnaitter
Jakob Schnaitter (Wasserburg am Inn, 7 marzo 1996) è un tennista tedesco.
Specialista del doppio, ha disputato una finale nel circuito maggiore, ha vinto diversi titoli nell'ATP Challenger Tour e il suo miglior ranking ATP è stato il 59º posto dell'aprile 2025. Nelle prove del Grande Slam ha raggiunto il secondo turno agli Australian Open 2025 e all'Open di Francia 2025.

## Carriera
Dopo un'anonima carriera tra il 2011 e il 2014 nell'ITF Junior Circuit, tra il 2014 e il 2017 fa le sue prime rare apparizioni nell'ITF Men's Circuit. Si trasferisce poi per gli studi negli Stati Uniti e gioca con profitto sia in singolare che in doppio nei campionati di college, tra il 2017 e il 2020 per la squadra di tennis della Azusa Pacific University, e nel biennio 2021-2022 per la squadra della Wake Forest University. In quest'ultimo periodo inizia a giocare il doppio in coppia con Mark Wallner.
Nel 2020 torna a giocare occasionalmente tra i professionisti e fa il suo esordio nell'ATP Challenger Tour. Nel maggio 2022 inizia a giocare in pianta stabile nel circuito professionistico e si mette in luce in doppio, in novembre gioca e perde la sua prima finale ITF in un torneo statunitense. Nei primi mesi del 2023 perde altre finali ITF di doppio e ad aprile alza il suo primo trofeo da professionista vincendo il torneo di doppio in un ITF M15 francese. Nel prosieguo della stagione disputa molte altre finali ITF in doppio con diversi partner, vince altri cinque tornei M15 e quattro M25. Gioca anche le prime due finali in singolare in tornei ITF M15 tedeschi, perdendo la prima e vincendo la seconda. Ad agosto disputa al Sauerland Open la prima finale Challenger e viene sconfitto in coppia con Kai Wehnelt.
Nel 2024 gioca sempre in coppia con Wallner, con il quale aveva disputato anche diversi tornei l'anno prima. A gennaio perdono la finale al Challenger di Buenos Aires 2 e Schnaitter entra nella top 200. Dopo aver perso altre tre finali Challenger, ad aprile la coppia tedesca esordisce nel circuito maggiore con una sconfitta al primo turno degli Internazionali di Baviera. Il mese successivo vincono il primo Challenger in carriera al Prague Open, sconfiggendo in finale i cechi Jiří Barnat e Jan Hrazdil per 6-3, 6-1. Nel giro di due mesi disputano altre cinque finali Challenger, vincono quelle al Bratislava Open, Schwaben Open e l'Open Karlsruhe e a luglio Schnaitter entra nella top 100. Subito dopo vincono il primo match nel circuito maggiore all'Hamburg European Open ed escono nei quarti di finale. In ottobre si spingono per la prima volta in una semifinale ATP all'Almaty Open e vengono eliminati dai vincitori del torneo Rithvik Choudary Bollipalli / Arjun Kadhe. Con questo risultato porta il miglior ranking al 78º posto mondiale.
Esordiscono in una prova del Grande Slam con una vittoria agli Australian Open 2025 e vengono sconfitti al secondo turno. Continuano l'ascesa raggiungendo i quarti all'ATP 500 del Rotterdam Open e vincendo il primo Challenger 125 in carriera all'Open Pau-Pyrénées. Ad aprile raggiungono la prima finale ATP al Romanian Open e cedono  a Marcel Granollers / Horacio Zeballos con il punteggio di 6-7, 4-6. Dopo la semifinale persa all'ATP 500 di Monaco di Baviera salgono appaiati al 59º posto del ranking. Escono in semifinale anche al Geneva Open. Sconfitti al secondo turno nel loro esordio al Roland Garros, perdono la finale al successivo Challenger 100 della Heilbronner Neckarcup. Escono al secondo turno anche a Wimbledon.

## Statistiche
Aggiornate al 9 giugno 2025.

### Doppio

#### Finali perse (1)
| Legenda              |
| Grande Slam (0)      |
| ATP Finals (0)       |
| ATP Masters 1000 (0) |
| ATP Tour 500 (0)     |
| ATP Tour 250 (1)     |

| N. | Data          | Torneo                  | Superficie  | Compagno     | Avversari in finale                | Punteggio   |
| 1. | 6 aprile 2025 | Romanian Open, Bucarest | Terra rossa | Mark Wallner | Marcel Granollers Horacio Zeballos | 6(3)-7, 4-6 |

### Tornei Challenger

#### Doppio

##### Vittorie (13)
| N. | Data          | Torneo                           | Superficie  | Compagno     | Avversari in finale                | Punteggio           |
| 1. | Maggio 2024   | I. ČLTK Prague Open, Praga       | Terra rossa | Mark Wallner | Jiří Barnat Jan Hrazdil            | 6-3, 6-1            |
| 2. | Maggio 2024   | Schwaben Open, Augusta           | Terra rossa | Mark Wallner | David Pichler Michael Vrbenský     | 3-6, 6-2, [10-8]    |
| 3. | Giugno 2024   | Bratislava Open, Bratislava      | Terra rossa | Mark Wallner | Miloš Karol Tomáš Láník            | 6-4, 6-4            |
| 4. | Luglio 2024   | Tennis Open Karlsruhe, Karlsruhe | Terra rossa | Mark Wallner | Dan Added Grégoire Jacq            | 6-4, 6-0            |
| 5. | Febbraio 2025 | Open Pau-Pyrénées, Pau           | Cemento (i) | Mark Wallner | Alexander Blockx Raphaël Collignon | 6-4, 6(5)-7, [10-8] |